# Kamienica przy placu biskupa Nankiera 5 we Wrocławiu
Kamienica przy placu biskupa Nankiera 5 – zabytkowa kamienica znajdująca się przy placu biskupa Nankiera 5 we Wrocławiu.

## Historia kamienicy i opis architektury
Czterokondygnacyjna, czteroosiowa kamienica została wzniesiona w okresie renesansu. W XIX wieku została przebudowana i nadano jej cechy stylu klasycystycznego. Kamienicę wieńczy dach kalenicowy z niewielkimi lukarnami. Nad oknami pierwszej kondygnacji znajdują się trójkątne naczółki.
W 1970 roku kamienica została wyremontowana i połączona z kamienicą nr 6.